# Hartwelldokumentet
Hartwelldokumentet är ett manifest daterat 22 april 2010 och undertecknat av fjorton forskare från Finland, Japan, Kanada, Storbritannien, Tyskland,  och USA. Efter sammanbrottet på klimatmötet i Köpenhamn i december 2009 och efter climategate och de tvivelaktigheter som uppdagats kring FN:s klimatpanel IPCC kräver manifestet en nystart i klimatfrågan. Det vill att politiken ska sluta fokusera på utsläpp och skuld och i stället rikta in sig på att anpassa samhället till klimatförändringar, oavsett vad de beror på, och säkra allas rätt till energi.
Forskarna vill komma bort från föreställningen att klimatfrågan är ett miljöproblem bland andra som har en rak lösning och från låsningen mellan mainstreamlägret och de så kallade skeptikerna, vilka grävt ner sig i varsin skyttegrav.
De vill lämna skulden som utgångspunkt för klimatdiskussionen, och de vill inte hänga upp hela klimatfrågan på dramatiska prognoskurvor. De menar att det inte längre är möjligt att ha en klimatpolitik som bara fokuserar på att minska utsläppen av växthusgaser. I stället vill de rikta in sig på vilka vägar som kan tas för att anpassa samhället till ett ändrat klimat. Manifestet anger tre målsättningar för en bättre klimatpolitik:
1. Alla människor måste få sina grundläggande behov tillfredsställda, inte minst energi.
2. Vi måste försäkra oss om att vi utvecklas på ett sätt som balanserar ekonomiska, sociala och ekologiska mål.
3. Vi måste försäkra oss om att samhället står rustat för att möta de faror som följer med nyckfulla klimatförändringar, oavsett deras orsaker.

Med dessa tre mål i fokus ökar man ambitionen för att stoppa skogsskövling och utveckla alternativa energikällor, menar gruppen. Ett annat konkret förslag är att införa en global koldioxidskatt, till en början på en mycket låg och därmed genomförbar nivå.